# Белые сады
«Белые сады» (англ. White Gardens) — деловой комплекс класса «А» общей площадью 105 тыс. м², расположенный в Москве на Лесной улице недалеко от станции метро «Белорусская».
Построен в 2013 году Coalco и AIG/Lincoln; в том же году был приобретён компанией Millhouse Романа Абрамовича по оценкам экспертов примерно за чуть менее $800 млн.
Состоит из двух зданий разной этажности (16 — корпус А и 12 этажей — корпус Б), соединённых между собой стеклянной аркадой, внутри которой располагаются рестораны. С задней стороны фасада бизнес-центр имеет многоуровневый каскад из 18 террас, доступных в аренду. В вестибюле расположена галерея с работами мастеров.

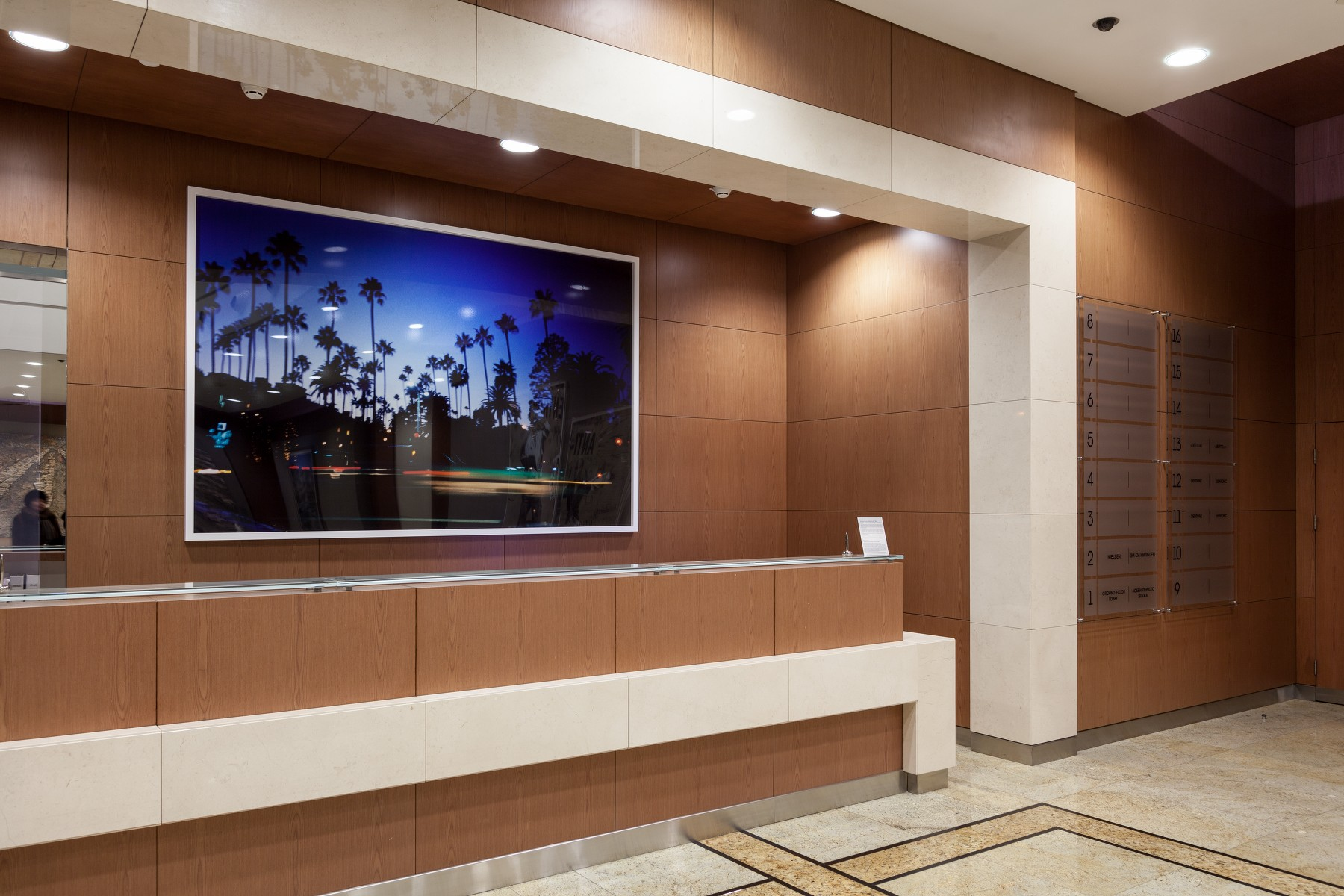
Фотография работы Марио Тестино в вестибюле

Среди арендаторов — Dentons, Baker & McKenzie, Baring Vostok Capital Partners, Avito, Американская торговая палата в России, Mitsubishi.